# Tra donne sole
Tra donne sole è un romanzo dello scrittore Cesare Pavese, scritto tra il 17 marzo e il 26 maggio del 1949 che conclude il trittico intitolato La bella estate. 
Il libro uscì come un trittico e la scelta di unire i tre romanzi, pur appartenenti a epoche diverse, fu dovuta alla unità dei temi che li percorreva. Nel 1961, sempre Einaudi, nel far uscire l'opera completa di Pavese nell'edizione dei "Supercoralli", decise di inserire i nove romanzi dell'autore seguendo l'ordine nel quale erano stati scritti e non pubblicati. Tra donne sole viene così a trovarsi nel secondo volume dell'opera.

## Trama
La storia è quella di Clelia che riesce a uscire, grazie al suo lavoro e alle sue capacità, dal mondo operaio di Torino ed entrare a far parte del mondo della società bene, che immaginava bello e pieno di valori ma che si rivela vuoto e negativo. 
Clelia, che è ormai diventata una modista affermata, viene incaricata dalla ditta per cui lavora di gestire un negozio nel centro di Torino e si reca nella città dalla quale era partita povera e desiderosa di farsi valere. La prima sera pernotta in un albergo e nell'affacciarsi nel corridoio per chiamare la cameriera vede un gruppo di gente davanti a una porta e una ragazza, che aveva tentato il suicidio, uscirne in barella. A un veglione conosce l'ambiente di quella ragazza, Rosetta Mola, e ascolta i discorsi cinici di Momina, Mariella, Fefé e Loris e si rende conto che per costoro la disgrazia di un'amica non conta nulla se non per distrarsi dal vuoto delle proprie giornate. Clelia, pur seguendo la vita futile di quelle donne, sa mantenere il suo equilibrio lavorando con serietà mentre Rosetta, che non ha questa forza, ritenta il suicidio e questa volta non riesce a salvarsi. La trovano in una stanza che aveva preso in affitto morta per il veleno ingerito.

## Adattamenti
Nel 1955, Michelangelo Antonioni adattò il romanzo al film Le amiche, con la sceneggiatura dello stesso Antonioni, Suso Cecchi D'Amico e Alba de Céspedes.

## Edizioni
- Cesare Pavese, Tra donne sole, collana Supercoralli, Einaudi, 1962,  p. 517.
- Cesare Pavese,Tra donne sole, con introduzione di Nicola Lagioia, collana ET Scrittori, Einaudi, 2020, pp. 238, ISBN 9788806245917.